# یواس‌اس پاول همیلتون (دی‌دی-۵۹۰)
یواس‌اس پاول همیلتون (دی‌دی-۵۹۰) (به انگلیسی: USS Paul Hamilton (DD-590)) یک کشتی بود که طول آن 376 ft 6 in (114.7 m) بود. این کشتی در سال ۱۹۴۳ ساخته شد.